# Lithocarpus yangchunensis
Lithocarpus yangchunensis là một loài thực vật có hoa trong họ Cử. Loài này được H.G.Ye & F.G.Wang mô tả khoa học đầu tiên năm 2005.